# キルクムケリオーネス運動
キルクムケリオーネス運動（circumcellions）は、4世紀の北アフリカで活動したキリスト教異端の民衆運動。かれらはまた「（キリストのための）戦士」を意味する agonistici の名でも呼ばれる。 
キルクムケリオーネスはもともと、社会的な不満の是正をもとめた下層農民（季節労働者）の階層であったが、やがてカルタゴのドナトゥス派と結びつくようになった。ドナトゥス派は私有財産制度や奴隷制度を非難し、負債の免除と奴隷解放を主張した。キルクムケリオーネスは、反ローマ・反カトリックの立場を取るドナトゥス派を支え、ローマに対する反乱に参加する集団でもあった。
キルクムケリオーネスには、熱狂的なドナトゥス派や逃亡農民・犯罪者なども参加し、集団としての性格も変容した。その思想と行動には、純潔・節度・謙遜・慈悲といった価値に重きを置くドナトゥス派とも相容れないものもあった。よく知られた蛮行として、自らの殉教を達成するために、街道で旅人の襲撃を行ったことが挙げられる。
ドナトゥス派は殉教者の墓に特別な栄誉を与えるなど、殉教を尊重し、殉教への強い情熱を抱いていた。キルクムケリオーネスは、文字通り「殉教」こそがキリスト教の美徳であると考えるようになり、あらゆる手段を用いてでも「殉教」を果たすことに宗教的な情熱を傾けることになった。かれらは、 Israelites（イスラエル人）と呼ぶ棍棒で武装し、街道において Laudate Deum! （ラテン語で「神をたたえよ」の意）と叫びながら旅人を襲撃した。棍棒を用いたのはイエス・キリストがゲッセマネの園でペトロに対して告げた「剣をさやに納めなさい」という言葉（ヨハネ 18:11）を解釈し、剣のように刃のついた武器を避けたためである。襲撃の目的は「勇敢な殉教者の死」、すなわち襲撃を受けた被害者が反撃し、襲撃者を殺害することを望んでのものであった。
キルクムケリオーネスは、4世紀のアフリカで活動を続けた。かれらが追い求めた殉教は、加えられた迫害によって達せられることとなった。